# Implante
Um implante é um dispositivo médico feito para substituir ou atuar como uma estrutura biológica ausente do corpo. Existe também o enxerto.
Em 2012 foi realizado na Holanda o primeiro implante de mandíbula feita em impressão 3D.